# علي العمري (لاعب كرة قدم مغربي)
علي العمري (27 يونيو 1978 في شاتودون) لاعب كرة قدم مغربي الجنسية فرنسي المولد يلعب حاليا لصالح نادي الدرجة الأولى نيا سالاميس فاماغوستا القبرصي ومنتخب المغرب في خط الوسط.

## روابط خارجية
- علي العمري على موقع رابطة كرة القدم الفرنسية للمحترفين (الإنجليزية)
- علي العمري على موقع قاعدة بيانات كرة القدم.إي يو (الإنجليزية)
- علي العمري على موقع ليكيب (الفرنسية)
- علي العمري على موقع ناشيونال فوتبول تيمز (الإنجليزية)